# Tampa Bay Buccaneers 1985
La stagione 1985 dei Tampa Bay Buccaneers è stata la 10ª della franchigia nella National Football League. L'annata iniziò in maniera ottimista con l'assunzione del nuovo capo-allenatore Leeman Bennett. Vi furono grandi cambiamenti nel parco giocatori, incluso l'infortunio che pose fine alla carriera di Lee Roy Selmon, lo scambio di Hugh Green e la firma di Steve Young. I numerosi cambiamenti produssero però una squadra che, benché talentuosa, faticò ad adattarsi al nuovo regime. Con la sconfitta nelle prime nove partite, i Bucs uscirono dalla lotta per i playoff già a fine ottobre.

## Scelte nel Draft 1985
|  | = Pro Bowler |

| Scelta | Giro               | Giocatore        | Ruolo          | College        |
| 8      | 1                  | Ron Holmes       | Defensive End  | Washington     |
| 64     | 3                  | Ervin Randle     | Linebacker     | Baylor         |
| 92     | 4                  | Mike Heaven      | Defensive Back | Illinois       |
| 176    | 7                  | Mike Prior       | Defensive Back | Illinois State |
| 204    | 8                  | Phil Freeman     | Wide Receiver  | Arizona State  |
| 232    | 9                  | Steve Calabria   | Quarterback    | Colgate        |
| 260    | 10                 | Donald Igwebuike | Kicker         | Clemson        |
| 288    | 11                 | Punkin Williams  | Running Back   | Memphis State  |
| 316    | 12                 | Jim Rockford     | Defensive Back | Oklahoma       |
| 330    | 12 (dai L.A. Rams) | James Melka      | Linebacker     | Wisconsin      |

## Calendario
| Stagione regolare |            |                       |             |      |                              |     |          |        |
| Turno             | Data       | Avversario            | Risultato   | Ora  | Stadio                       | TV  | Pubblico | Record |
| 1                 | 8/9/1985   | at Chicago Bears      | S 38–28     | 1:00 | Soldier Field                | CBS | 57,828   | 0–1    |
| 2                 | 15/9/1985  | Minnesota Vikings     | S 31–16     | 4:00 | Tampa Stadium                | CBS | 46,188   | 0–2    |
| 3                 | 22/9/1985  | at New Orleans Saints | S 20–13     | 1:00 | Louisiana Superdome          | CBS | 45,320   | 0–3    |
| 4                 | 29/9/1985  | at Detroit Lions      | S 30–9      | 1:00 | Pontiac Silverdome           | CBS | 45,023   | 0–4    |
| 5                 | 6/10/1985  | Chicago Bears         | S 27–19     | 1:00 | Tampa Stadium                | CBS | 51,795   | 0–5    |
| 6                 | 13/10/1985 | Los Angeles Rams      | S 31–27     | 1:00 | Tampa Stadium                | CBS | 39,607   | 0–6    |
| 7                 | 20/10/1985 | at Miami Dolphins     | S 41–38     | 4:00 | Miami Orange Bowl            | CBS | 62,335   | 0–7    |
| 8                 | 27/10/1985 | New England Patriots  | S 32–14     | 1:00 | Tampa Stadium                | NBC | 34,661   | 0–8    |
| 9                 | 3/11/1985  | at New York Giants    | S 22–20     | 1:00 | Giants Stadium               | CBS | 72,031   | 0–9    |
| 10                | 10/11/1985 | St. Louis Cardinals   | V 16–0      | 1:00 | Tampa Stadium                | CBS | 34,736   | 1–9    |
| 11                | 17/11/1985 | at New York Jets      | S 62–28     | 1:00 | The Meadowlands              | CBS | 65,344   | 1–10   |
| 12                | 24/11/1985 | Detroit Lions         | V 19–16 DTS | 1:00 | Tampa Stadium                | CBS | 43,471   | 2–10   |
| 13                | 1/12/1985  | at Green Bay Packers  | S 21–0      | 1:00 | Lambeau Field                | CBS | 19,856   | 2–11   |
| 14                | 8/12/1985  | at Minnesota Vikings  | S 26–7      | 4:00 | Hubert H. Humphrey Metrodome | CBS | 51,593   | 2–12   |
| 15                | 15/12/1985 | Indianapolis Colts    | S 31–23     | 1:00 | Tampa Stadium                | NBC | 25,577   | 2–13   |
| 16                | 22/12/1985 | Green Bay Packers     | S 20–17     | 1:00 | Tampa Stadium                | CBS | 33,992   | 2–14   |